# 観賢

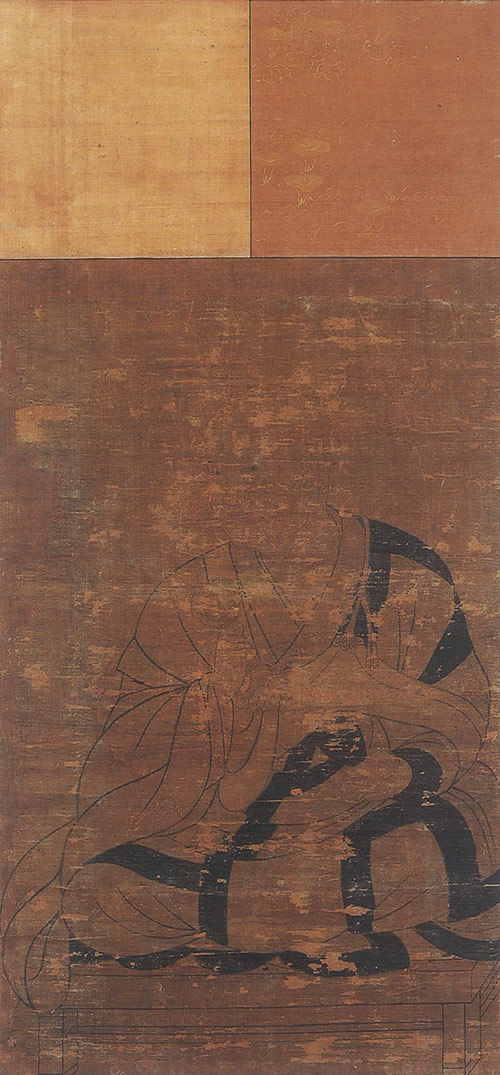
観賢像 (醍醐寺蔵)

観賢（かんげん、斉衡元年（854年）- 延長3年6月11日（925年7月4日））は、平安時代中期の真言宗の僧。俗姓は秦氏とも伴氏ともされ、出自については不詳である。讃岐国の出身。般若寺僧正とも称される。

## 略歴
853年か854年に鶴尾（旧鷺田村）の豪族伴氏（秦氏の説も）の家に生まれ幼名を「阿古麻呂」という。862年に巡錫中の聖宝（理源大師）に見いだされ京都に上る。
872年（貞観14年）真雅について出家・受戒し、聖宝より三論・真言密教の教学を学んで、895年（寛平7年）に灌頂を受けた。900年（昌泰3年）に仁和寺別当となり、また、般若寺を再興し、その後は弘福寺別当・権律師となる。909年には第9代東寺長者となり、919年に第2代醍醐寺座主、そして第4代金剛峯寺座主を歴任し、923年（延長元年）には権僧正に任じられた。また、918年と921年に空海への大師号の下賜を奏請して921年に弘法大師の号を賜ったほか、高野山に宝亀院を建立するなどし、空海が唐から請来した「三十帖冊子」を東寺の経蔵に納めて以後代々の真言宗長者の相承とするなど、東寺を中心として真言宗の再編を行った。

## 観賢のふるさと　高松市鶴尾地区における顕彰活動

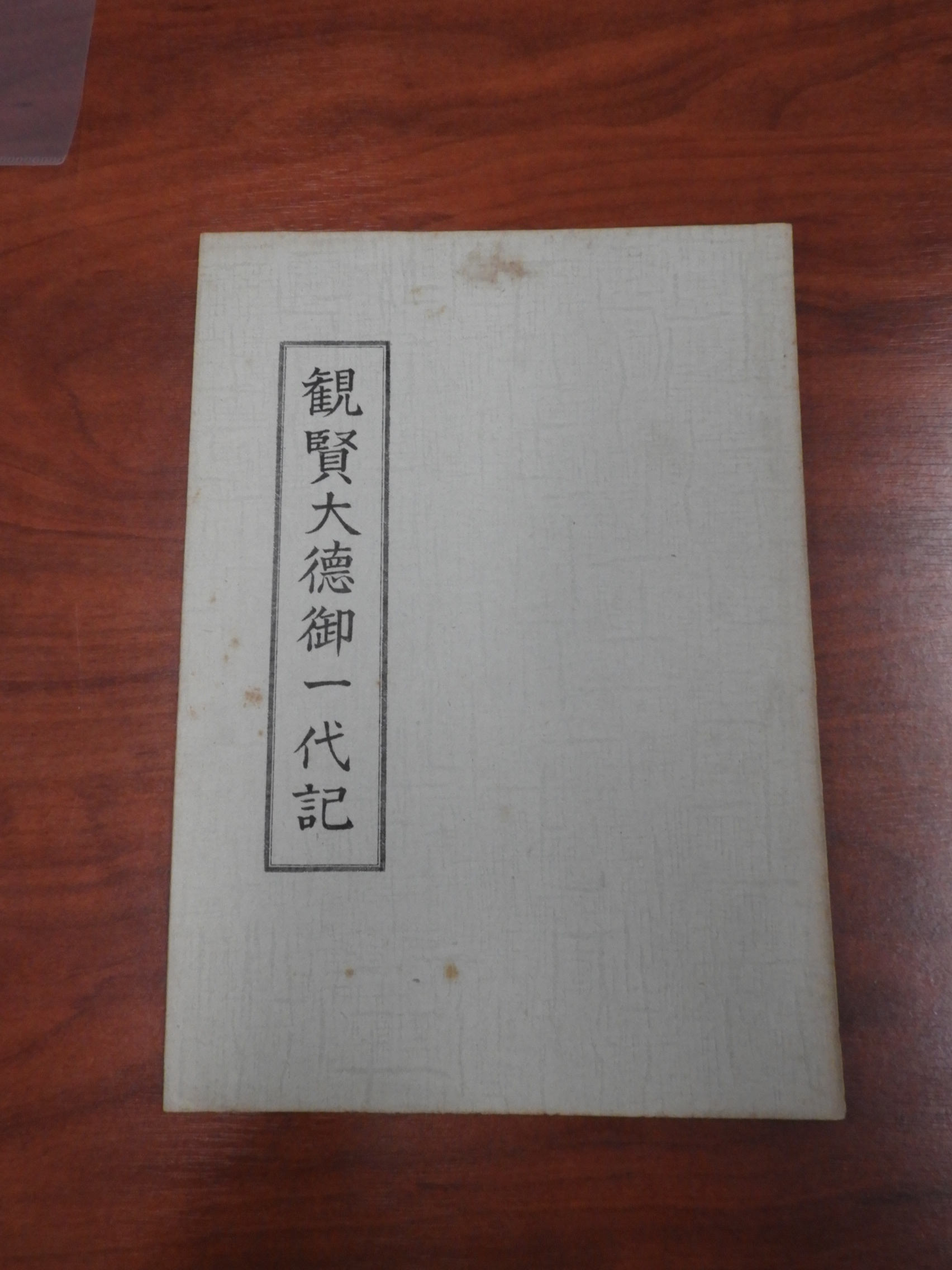

史跡　剃刀塚と卒塔婆塚
観賢は、高野山奥の院で入定した空海への、諡号奏請を醍醐天皇等に願った僧でもある。そして、下賜された「弘法大師」の諡号を報告するために勅使として空海のもとへ向かい、伸びた髪や髭を剃ったとされる。その時の剃刀は、観賢が産まれた現在の高松市鶴尾地区西ハゼ町に埋納され、「剃刀塚」（昭和3年建立）の史跡となっている。またその傍には、昭和4年に村長他有志により建立された観賢僧正廟と頌徳碑がある。加えて近隣の田地には、観賢僧正が故郷に帰った折に、母親のために鬼人を使役して一夜のうちに田植えを終えたとされる史跡「卒塔婆塚」がある。

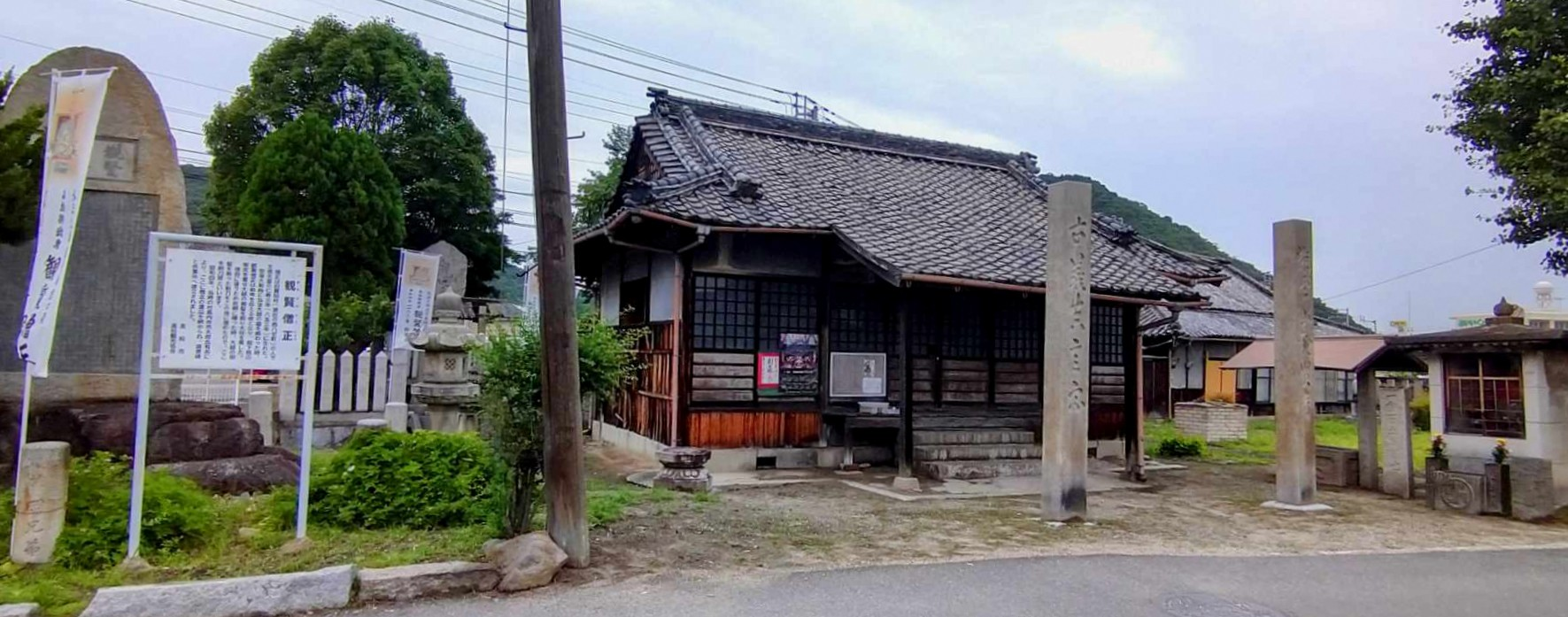
観賢堂全景
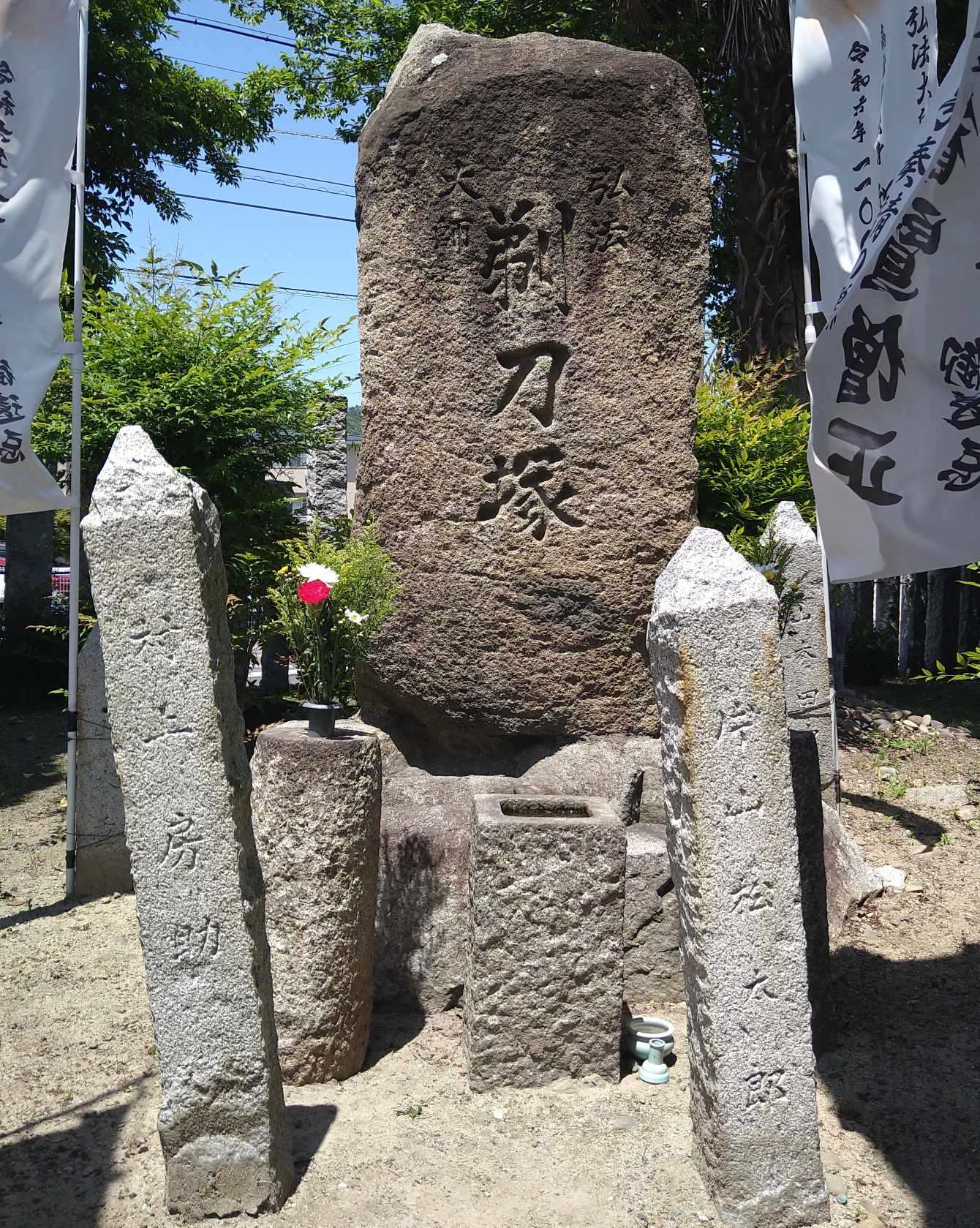
剃刀塚
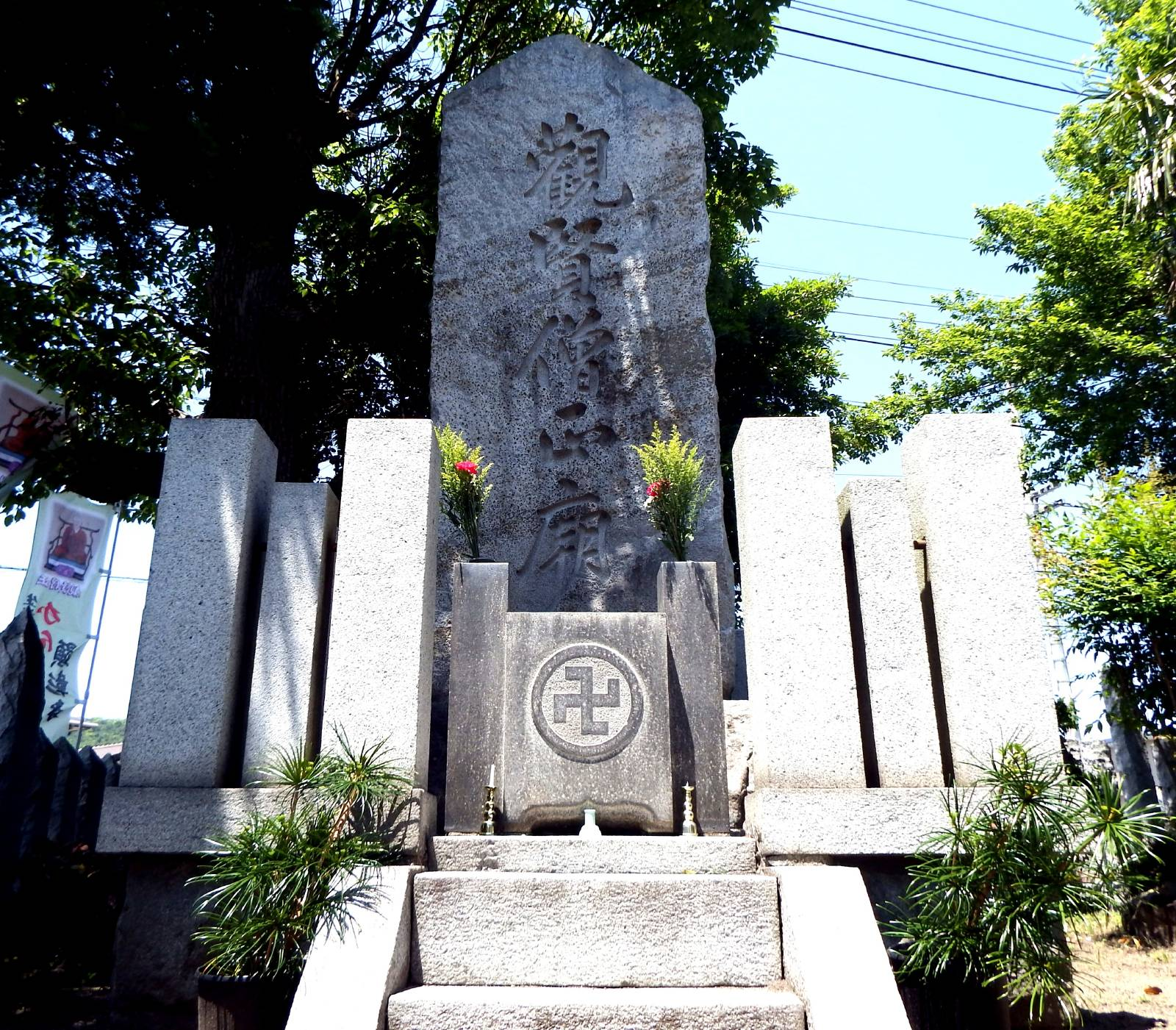
観賢僧正廟
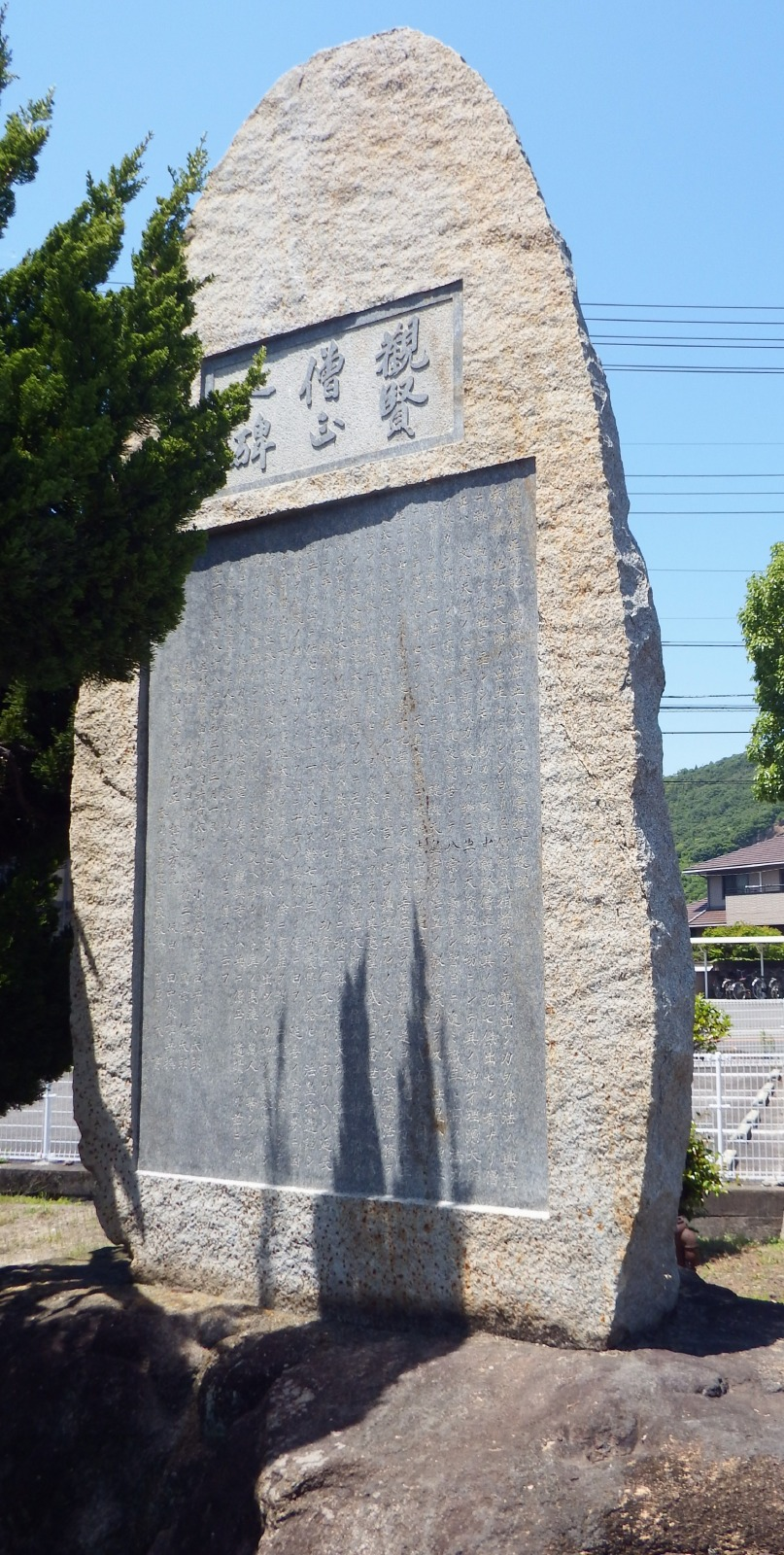
頌徳碑

観賢山久米寺と『観賢大徳御一代記』
昭和5年、剃刀塚の傍に観賢山久米寺（古義真言宗紫雲山観賢寺　高松市西ハゼ町302）が建設された。地元篤志家の提供した土地と、日本各地の300弱の真言宗寺院等から集まった寄進によるものである。観賢僧正の木造の寄進を受け、開眼行事も行われた。
昭和27年、久米寺住職である山田澄園氏は、観賢僧正の生涯や功績について記録した『観賢大徳御一代記』（21P；26cm）を発行した。当時、高松の政財界を挙げてこの発行を支援したことが、奧付の前の頁に編集された「合掌」から読み取れる。しかしこの『一代記』、複写が地元鶴尾小学校で発見されたのみで、原本の所在は行方知らずであった。
山田澄園が昭和59年に没し、その後は無住寺院となっている。
鶴尾小学校の発信する観賢僧正顕彰活動
令和4年、観賢僧正顕彰活動が、鶴尾小学校が中心となって開始された。前年に生徒数の減少から校区の中学校が閉校し、ふるさとの偉人としての子どもたちの誇りづくりがその背景にある。まず、香川県小学校社会科教育研究会の発行するふるさと教材『わたしたちのふるさとかがわ1・2年』に「親こう行な観賢さん」として母に代わって田植えをした話が収録された。次に、山田澄園氏の著した『観賢大徳御一代記』を小学生にも読めるよう再編集した冊子『ふるさと鶴尾に生まれたかんげんさん』（14P；21cm）が、鶴小観賢学習支援委員会から発行された。この冊子は児童や地元住民だけでなく、四国八十八ケ所寺院、お遍路宿等に配布された。この冊子の反響は大きく、鶴尾校区だけでなく高松市でも、そして真言宗派の中でも、様々に顕彰活動が進むきっかけとなった。冊子の発行を知った澄園氏御令孫からの『観賢大徳御一代記』原本の提供にもつながった。さらに鶴尾小学校では、ふるさとを誇りに思い学習にも努力する、「観賢学習」を開始した。また、『Kangenステップ学習』と名付けた最先端のeラーニングドリル学習を行い、継続して努力した児童に対しての「観賢賞」を設定した。
観賢僧正御遠忌1100年
2024年（令和6年）は、観賢僧正御遠忌1100年の年となる。同時に醍醐寺が開創1150年となることから、上醍醐開山堂にある初代座主観賢僧正の像が、記念カレンダーに初めてカラー写真で公開された。同年早々に成田山聖代寺仏画師山口恵照氏によって描かれた観賢僧正御影が高野山奥の院燈籠堂に奉納されたが、その第二作として彩色豊かに新たに描かれた観賢僧正御影の高野山讃岐別院への奉納が、ふるさと香川県においても様々に顕彰活動が盛り上がっているその一つである。